# Кульшарипово (Кульшариповское сельское поселение)
Кульшари́пово (тат. Колшәрип) — село в Альметьевском районе Республики Татарстан. Административный центр и единственный населённый пункт муниципального образования «Кульшариповское сельское поселение». Было основано служилыми татарами в 1720 году, по другим сведениям, в 1744 году. Название села произошло от имени тат. «Колшәриф» (Кулшариф). Население в 2024 году составляло 2547 человек.

## География

### Географическое положение
Находится в лесостепной зоне, в Восточном Закамье, на речке Мурат. Располагается в 10 км к западу от районного центра — города Альметьевска. Высота над уровнем моря — 125 м.

### Климат
Согласно Классификации климатов Кёппена, климат села определяется как Dfb — влажный континентальный климат с тёплым летом. Температура здесь в среднем 4,4 °C. Среднегодовая норма осадков — 617 мм.
| Показатель              | Янв.  | Фев.  | Март | Апр. | Май  | Июнь | Июль | Авг. | Сен. | Окт. | Нояб. | Дек. | Год |
| ----------------------- | ----- | ----- | ---- | ---- | ---- | ---- | ---- | ---- | ---- | ---- | ----- | ---- | --- |
| Средняя температура, °C | −11,2 | −10,4 | −4,3 | 4,6  | 12,9 | 17,4 | 20,1 | 18,3 | 12,2 | 4,5  | −2,8  | −8,7 | 4,4 |
| Норма осадков, мм       | 43    | 35    | 40   | 38   | 53   | 68   | 61   | 62   | 59   | 60   | 51    | 47   | 617 |
| Источник:               |       |       |      |      |      |      |      |      |      |      |       |      |     |

## История и этимология
Было основано служилыми татарами села Шырдан Свияжского уезда Казанской губернии. Основание относят к 1720 году. По другим сведениям, было основано в 1744 году переселенцами из деревни Сувук-Куль. Название села произошло от имени тат. «Колшәриф» (Кулшариф). В 1744 году служилые татары деревни основали деревню Мукменево. Кульшарипово, в числе прочих селений Юго-Восточного Закамья, впервые обозначена на картах «Атласа Оренбургской губернии», составленного в 1755 году прапорщиком Иваном Красильниковым.
До 1860-х годов жители относились к сословиям государственных крестьян, происходивших из ясачных и ямских татар и тептярей. В конце XVIII века здесь поселились чуваши, в начале XIX века — мордва, но к 1930-м годам чувашские фамилии исчезли.
Помимо традиционных повсеместных земледелия (в начале XX века сельская община владела 2747 десятинами земли) и скотоводства, обычными занятиями жителей также были торговля, сапожный, лесопильный, портняжный промыслы. По сведениям 1893, 1910 годов, в селе функционировала водяная мельница. В 1896 году в селе были две бакалейные лавки, водяная мельница. Из промыслов к началу XX века были распространены сапожный, пекарский, портняжный, лесной, торговля. В середине XVIII века в деревне находилась одна из 16 (по другим данным, из 14) почтовых станций, расположенных от Оренбурга до границ Казанской губернии.
В 1759 году была открыта первая соборная мечеть, перестроенная в 1864–1865 годах, в 1847 году при ней был открыт мектеб, в 1870 году — медресе. По сведениям 1893, 1910 годов, здесь действовали медресе, мечеть, мектеб. В 1909 году была возведена вторая соборная мечеть, а в 1910 году — медресе при ней.
В 1918 году был образован комитет бедноты. В этом же году вблизи села произошёл бой между отрядом красноармейцев и отступающими белочехами. В 1919 и 1921 годах здесь крупными пожарами была уничтожена большая часть домов. В период голода в 1921—1922 годов умерли более 1200 человек. 4 декабря 1922 года в селе была открыта столовая Американской администрации помощи.
В 1928 году в селе начала действовать начальная школа, которая в 1950 году стала семилетней, в 1965 году — неполной средней, в 1987 году — средней, а в 2011 году — неполной средней.
В 1926 году (по другим сведениям, в 1929 г.) было образовано машинное сельскохозяйственное товарищество (коммуна) «Морат», в 1930 году преобразованное в колхоз «Морат». В 1957 году (по другим сведениям, в 1958 г.) «Морат» был включён в состав колхоза «Знамя». В 1975 году на базе птицефабрики колхоза начала действовать птицефабрика «Знамя», в 2004—2011 годах преобразованная в ЗАО «Птицефабрика Кульшариповская». В 1990-е — 2015 годах действовало ООО «Село».

## Население
| 1746  | 1762  | 1795  | 1859  | 1889  | 1897  | 1908  |
| ----- | ----- | ----- | ----- | ----- | ----- | ----- |
| 44    | ↗72   | ↗325  | ↗681  | ↗1088 | ↗1094 | ↗1408 |
| 1920  | 1926  | 1938  | 1949  | 1958  | 1970  | 1979  |
| ↗1418 | ↘673  | ↗838  | ↗973  | ↘800  | ↗897  | ↗914  |
| 1989  | 2002  | 2010  | 2011  | 2012  | 2013  | 2014  |
| ↘835  | ↗1309 | ↗1545 | →1545 | ↗1578 | ↗1635 | ↗1674 |
| 2015  | 2016  | 2017  | 2021  | 2024  |       |       |
| ↗1735 | ↗1782 | ↗1826 | ↗2453 | ↗2547 |       |       |

В 1746 и 1762 годах при подсчёте учитывались только мужчины. По переписи 2002 года в селе жили 1309 жителей (татары — 96%). По переписи 2010 года — 1545 человек. По переписи 2021 года — 2453 человека. Из 2228 указавших национальность были 1904 татарина, 305 русских и 21 представитель других национальностей. Русский язык был родным для 304 человек (при этом использовали его 1455 человек), татарский — для 1778 (использовали 742 человека). На начало 2024 года — 2547 человек.

## Экономика
В селе с 2005 года действует ООО «Птицефабрика Кульшариповская», с 2010 года — сельскохозяйственный потребительский кооператив смешанного типа «Возрождение села», с 2020 года — строительно-производственная организация ООО «Сервисная компания». Из объектов промышленного производства на территории села функционирует мельница (ООО Птицефабрика «Кульшариповская»). Помимо этого, на территории села имеется пекарня ООО «Село». На территории села функционируют машинно-тракторный парк ОАО «Токарликово», крестьянское (фермерское) хозяйство «Зарипов Э. М.», в распоряжении которого имеется теплица. Сельскохозяйственные производители села специализируются на полеводстве, мясо-молочном скотоводстве.

## Инфраструктура
В селе с 1992 года действует детский сад, с 2013 года — средняя школа. Имеются фельдшерско-акушерский пункт, отделение почтовой связи, хоккейный корт «Строитель» площадью 1127 кв. м., магазины общей торговой площадью 202,1 кв.м., кладбище общей площадью 3,78 га.
В селе 36 улиц и три переулка. Общая площадь села составляет 203,12 га. Жилой фонд представлен многоквартирной и индивидуальной жилой застройкой общей площадью 46,07 тыс. кв. м. Село газифицировано, электрифицировано и телефонизировано. Водоснабжение осуществляется из подземных источников при помощи артезианских скважин и водонапорных башен. Протяженность сетей водоснабжения 10,9 км. Централизованная канализация отсутствует. Население пользуется септиками или выгребными ямами. Отопление индивидуальной и общественной застройки осуществляется от локальных источников теплоснабжения, работающих на газе. Вдоль северной окраины села проходит автомобильная дорога федерального значения Р239 «Казань — Оренбург — граница с Республикой Казахстан».

## Культура и религия
В селе с 1929 года действует сельская библиотека, с 1977 года — сельский дом культуры. Действуют вокальный ансамбль тат. «Яшьлек» (Молодость), ансамбль гармонистов, инструментальный ансамбль «Наза», хореографический коллектив  тат. «Мизгел» (Время). В селе с 1987 года действует мечеть прихода, с 2005 года — мечеть «Центральная». В селе находится местная мусульманская религиозная организация — сельский приход Духовного управления мусульман Республики Татарстан.